# Столи
Столи́ — гірський перевал в Українських Карпатах, в масиві Горгани. Розташований у межах Надвірнянського району Івано-Франківської області, на північний захід від села Поляниці.
Висота перевалу 1130 м. Перевал пішохідний, розташований у міжгірній сідловині, між верхів'ями річки Довжинець (права притока Бистриці-Надвірнянської) та потоку Гнилиця (ліва притока Прутця Яблуницького, басейн Прута). Від перевалу ведуть стежки в декілька напрямів: на хребет Довбушанку та Синяк (на північ), у село Бистрицю (на північний захід), у село Поляницю та курорт Буковель (на південний схід) і на полонину Довгу (1354,9 м, на південний захід).
Перевал розташований у найпівденнішій точці заповідника «Горгани».